# Futurama: Bender's Big Score
Futurama: Bender's Big Score is een animatiefilm gebaseerd op de Amerikaanse animatieserie Futurama. De film werd op 27 november 2007 uitgebracht als een direct-naar-dvd-film. Het script is geschreven door Ken Keeler en David X. Cohen. De regie is in handen van Dwayne Carey-Hill.
In de film komen veel van de regelmatig terugkerende personages uit de serie voor, evenals een paar personages die in de serie slechts één keer meededen.

## Verhaal
Twee jaar voor aanvang van de film wordt het contract van de Planet Express opgeheven door de producenten van de Box Network. Nu zijn deze producers ontslagen, en is het contract hersteld. De crew viert een feestje vanwege dit goede nieuws. Tijdens het feest wordt Hermes per ongeluk onthoofd en zijn lichaam verpletterd. Zijn hoofd wordt in een speciale pot gestopt terwijl zijn lichaam herstelt. Lars Fillmore, de man die de Planet Express-serie produceert, is ook op het feest aanwezig. Hij is meteen onder de indruk van Leela, tot ongenoegen van Fry.
Terwijl de crew een vracht wegbrengt naar een naaktstrandplaneet, ziet Leela een Bendertatoeage op Fry’s achterwerk. Fry was zich niet bewust van deze tatoeage. Eenmaal aangekomen op de planeet, gebruiken drie kwaadwillende aliens een paar doortrapte leugens om aan de e-mailadressen van de crew te komen.
Terug op Aarde ontvangt de crew honderden spamberichten. Ze gaan in op alles wat hen aangeboden wordt, en Bender wordt zo geïnfecteerd met een virus. De aliens manipuleren Professor Farnsworth tot het tekenen van een contract waarmee hij de hele Planet Express aan hen geeft. Benders virus maakt dat hij de aliens gehoorzaamt zonder vragen te stellen. De aliens lijken interesse te hebben in de tatoeage op Fry’s achterwerk. De tatoeage blijkt een binaire code voor een paradox-corrigerende tijdreis te bevatten. Nibbler waarschuwt hen dat gebruik van de code het universum kan vernietigen, maar ze negeren hem.
De aliens laten Bender de code gebruiken om alle waardevolle voorwerpen uit de geschiedenis van de mensheid te stelen. Ondertussen vraagt Hermes Bender om terug in de tijd te gaan, en een jongere versie van zichzelf te doden zodat Hermes diens lichaam kan gebruiken. De professor analyseert de tijdreiscode, en ontdekt dat alle tijdreisduplicaten die via de code gemaakt worden verdoemd zijn te sterven.
Zodra Bender alles heeft gestolen waar de aliens om vroegen, besluiten de aliens om de code te vernietigen door Fry te doden en Benders geheugen te wissen. Fry gebruikt de code om zelf terug te reizen in de tijd. Hij belandt op 1 januari 2000, de dag waarop hij ingevroren werd. Bender wordt door de aliens ook teruggestuurd om Fry te doden. Terwijl hij op Fry wacht, maakt Bender een duplicaat van zichzelf omdat hij even naar het toilet moet. De duplicaatbender vangt Fry, maar zijn gevoelens voor Fry zijn sterker dan het virus. Zijn tegenstrijdige gevoelens veroorzaken een overbelasting, maar Fry kan voorkomen dat Bender ontploft door hem snel in een vriestube te schuiven. Fry verdwijnt weer net voordat de echte Bender terugkomt. In de 12 jaar die erop volgen jaagt de echte Bender op Fry (die in die 12 jaar een baantje neemt bij een zeeaquarium en voor een eenogige narwal zorgt), en doodt hem schijnbaar door zijn appartement op te blazen.
Bender keert terug naar de toekomst om zijn succes te melden, waarna de aliens zijn geheugen wissen. Tijdens een begrafenis voor Fry, blijkt Fry nog in leven te zijn. Kort nadat hij de Benderduplicaat had ingevroren, maakte hij een duplicaat van zichzelf en reisde zelf terug naar de toekomst. De echte Bender heeft de duplicaat-Fry gedood. Nibbler vernietigt de tatoeage en voorkomt zo dat de aliens er meer misbruik van maken.
Leela en Lars besluiten na enkele dates te gaan trouwen, maar nadat Hermes' nieuwe lichaam ontploft in zijn bijzijn besluit Lars van de bruiloft af te zien. Ondertussen slagen de drie aliens erin om president Richard Nixon de gehele aarde aan hen te laten verkopen. Daarmee dwingen ze iedereen om naar andere planeten te evacueren. Op Neptunes maakt Leela een aanvalsvloot samen met de Robotkerstman, en ze veroveren de aarde weer terug. De aliens bedreigen de Planet Express crew met een doomsdaywapen dat Bender blijkbaar voor hen had gestolen. Bender blijkt dit wapen weer te hebben teruggestolen nadat hij was verlost van het virus, en de crew gebruikt het wapen om het schip van de aliens te verwoesten.
Fry probeert Leela en Lars weer bij elkaar te krijgen, maar hun hereniging wordt verstoord door Nudar, de leider van de aliens (die de aanval op zijn schip overleefde dankzij een speciaal pak). Hij zegt dat de tijdreiscode nog altijd bestaat, en wel op Lars. Lars lokt Nudar naar de vriestube waar de Benderduplicaat in zit, en zodra Nudar de tube opent, ontploft de duplicaatbender. Nudar komt bij deze explosie om, maar ook Lars sneuvelt. Na zijn dood ontdekt de crew dat Lars inderdaad de tijdreistatoeage bij zich draagt. Een flashback verklaart dat Lars niemand minder is dan Fry’s duplicaat, die achteraf toch niet door Bender gedood was in 2012. De explosie van Bender's aanslag maakte enkel dat de Fryduplicaat zijn haar verloor en zijn stem veranderde. De duplicaat vroor zichzelf hierna in om weer bij Leela te kunnen komen, maar zag van hun huwelijk af toen hij besefte dat alle tijdreisduplicaten (waaronder hijzelf) uiteindelijk zouden ontploffen.
Tijdens Lars’ begrafenis verwijdert Bender de tatoeage van Lars, en reist terug naar het verleden alwaar hij de tatoeage op de ingevroren Fry plakt. Dit verklaart hoe Fry aan zijn tatoeage kwam.

## Cast
| Acteur           | Personage                                                                                        |
| ---------------- | ------------------------------------------------------------------------------------------------ |
| Billy West       | Philip J. Fry, Dr. John Zoidberg, Professor Hubert J. Farnsworth, Zapp Brannigan / Verschillende |
| Katey Sagal      | Turanga Leela / Verschillende                                                                    |
| John DiMaggio    | Bender Bending Rodriguez / Verschillende                                                         |
| Phil LaMarr      | Hermes Conrad / Verschillende                                                                    |
| Lauren Tom       | Amy Wong / Verschillende                                                                         |
| Maurice LaMarche | Kif Kroker / Verschillende                                                                       |
| Tress MacNeille  | Verschillende                                                                                    |
| Frank Welker     | Verschillende                                                                                    |
| David Herman     | Verschillende                                                                                    |
| Al Gore          | Zichzelf                                                                                         |
| Sarah Silverman  | Michelle                                                                                         |
| Coolio           | Kwanzabot                                                                                        |

## Achtergrond
In februari 2007 maakte Futurama-bedenker Matt Groening bekend dat er een nieuw seizoen van Futurama zou komen. Volgens hem werkte de crew aan een paar films, die na uitgave zouden worden opgesplitst in meerdere afleveringen voor de televisieserie door er extra scènes bij te tekenen.
Een preview van de film werd getoond op Comic-Con 2007.
Naast achtergrondmuziek, bevat de film ook twee gezongen nummers gecomponeerd door Christopher Tyng.; "I May As Well Jump" en "This Trinity's Goin' To War".
Bender’s Big Score maakte zijn debuut op Comedy Central op 23 maart 2008. De film werd goed ontvangen door critici. Op Rotten Tomatoes scoort de film 100%. In de eerste week werden van de DVD 222036 exemplaren verkocht.

## Prijzen en nominaties
In 2008 won Bender’s Big Score een Annie Award voor “Best Home Entertainment Production”.